# Autoridade Europeia para a Segurança Alimentar
A Autoridade Europeia para a Segurança Alimentar (sigla: EFSA) é um organismo da União Europeia que visa fornecer à Comissão Europeia e ao público pareceres científicos independentes sobre a segurança alimentar e os riscos possíveis na cadeia alimentar "da quinta até à mesa".